# Crossing Dragon Bridge
Crossing Dragon Bridge è un album di Steve Winn del 2005. È stato registrato a Lubiana allo Studio Zuma dell'amico Chris Eckman, leader dei Walkabouts.

## Il disco
L'album rappresenta una rottura rispetto ai precedenti in cui era accompagnato dai Miracle 3. Si tratta infatti di un album orientato maggiormente alla musica d'autore e al folk, alle sonorità  di Fluorescent. Nell'album ci sono varie influenze, dalla musica tradizionale tzigana che caratterizzano Slovenian Rhapsody pezzo diviso in due parti la prima ad aprire e la seconda a chiudere l'album dando un'idea di compattezza dello stesso, dalla psichedelia garage di Love Me Anyway e God Doesn't Like It, al pop orchestrale di Wait Until You Get to Know Me o alla canzone d'autore di Punching Holes in the Sky.

## Tracce
1. Slovenian Rhapsody I – 1:40
2. Manhattan Fault Line – 5:13
3. Love Me Anyway – 3:24
4. She Came – 3:36
5. When We Talk About Forever – 3:52
6. Annie & Me – 4:50
7. Wait Until You Get to Know Me – 2:49
8. Punching Holes in the Sky – 3:57
9. Bring the Magic – 4:08
10. God Doesn't Like It – 4:17
11. Believe in Yourself – 3:45
12. I Don't Deserve This – 5:33
13. Slovenian Rhapsody II – 2:11

## Formazione
- Steve Wynn – voce, chitarra, basso

Altri musicisti
- Chris Eckman – chitarra, pianoforte, mellotron
- Linda Pitmon – batteria, cori
- Tim Adams – cori